# Кристиан Фуше
Кристиан Фуше (на френски: Christian Fouchet) (17 ноември 1911 – † 11 август 1974 г.) е френски политик и дипломат.

## Биография
Кристиан Фуше е роден на 17 ноември 1911 г. в Сен Жермен ан Ле край Париж. Син е на офицер от кавалерията. Следва право в Париж и през 1939 г. е взет като войник в армията, по време на Втората световна война. На 17 юни 1940 г. успява да избяга в Лондон, където се присъединява към ген. Шарл дьо Гол.
През 1944 г. започва работа във френското министерство на външните работи, служи в Съветския съюз и при полското управление в Люблин. Между 1958 – 1962 г. работи в Дания, Италия и Индия. Член е на народното събрание на четвъртата и петата френска република, министър по тунезийските и марокански въпроси между 10 юни 1954 и 5 февруари 1955 г., главен френски комисар на Алжир между 19 март 1962 и 3 юли 1962 г., министър на народната просветата между 28 ноември 1962 и 1 април 1967 г. и министър на вътрешните работи на Франция между 1967 и 1968 г.
Между годините 1961 и 1962 г., като ръководител на комисия разработва на него наречените „Фуше-планове“.
Умира на 11 август 1974 г. в Женева, Швейцария.

## Семейство
Баща е на френската писателка и сценаристка Лорен Фуше, родена на 22 октомври 1956 г.

## Награди
- Френски орден „Почетния легион“ (кавалер – 1946, командор – 1961)
- Френски орден на „Войната“ (?)
- Медал на „Френската съпротивата“ (?)

## Цитирана литература